# Larousse Enciklopédia MEMO
Az Yves Garnier és François Demay szerkesztésében megjelent és magyar fordításban Larousse Enciklopédia MEMO, alcímén Általános képes tematikus enciklopédia egy magyar nyelvű enciklopédia.
A közel 1300 oldalas, nagy alakú mű 1995-ben jelent meg Budapesten az Akadémiai Kiadó gondozásában, fordítói Abonyi Iván, Barabás József, Balogh Endre, és Egres Jenő voltak. A címlap szerint a mű 700 témakört dolgoz fel 3000 ismertető cikkben 4100 képpel és 320 térképpel illusztrálva.

## Nagyobb témakörei a következőkː
- A világegyetem és a Föld – Az anyag, csillagászat, geofizika, paleontológia, meteorológia, ásványtan
- Állat- és növényvilág – Növény- és állatbiológia, ökológia
- Naptárak – Az idő felosztása a múlt és a jelen civilizációkban
- Világtörténelem – Egyetemes kronológia uralkodók, dinasztiák egykori és mai államfők
- Vallások, mítoszok – A civilizációk istenei, a vallások tanításai
- A világ népei és nyelvei – A világ népei és törzsei, nyelveik, történelmük, életmódjuk
- A világ államai – Földrajzi, politikai, gazdasági és történelmi adatok országonként
- Világgazdaság – Számok, elgondolások, tények
- Nemzetközi szervezetek – Céljaik, működésük, felépítésük
- Művek, remekművek – Régészet, őstörténet, egzotikus kultúrák, festészet, építészet, szobrászat, irodalom, színház, zene, tánc, film, filozófia és humán tudományok, történelmi munkák
- Felfedezések és találmányok – A tudományok és a technika története
- Gépek, motorok, berendezések – A technika világa: a traktortól a hőerőműig a mikroszkópon és a repülőgépmotoron át
- Kommunikáció és média – Sajtó, rádió, televízió, reklám
- A test és az egészség – Felépítés, működés, gyógyítás, higiéné
- Élelmiszerek – Jellemző adatok, termelés, gyártás, tápérték, fogyasztás
- Sportok – Szabályok, jellemző mozdulatok, bajnokok, bajnokságok
- Stílusok, viseletek, egyenruhák – A stílusok, a polgári és katonai viseletek alakulása képekben az évszázadok során
- Társasjátékok – Szabályok, történet
- Képletek – Fizika, kémia, matematika